# Peter Lichtenthal
Pour l’article homonyme, voir Lichtenthal.
Peter Lichtenthal, (ou Pietro Lichtenthal), né le 10 mai 1778 à Preßburg (actuel Bratislava), mort le 14 août 1853 à Milan) est un musicien, médecin, musicologue, compositeur et arrangeur autrichien.

## Biographie
Il a passé la plus grande partie de sa vie à Milan, et était un proche de la famille Mozart, et en particulier Karl Thomas Mozart (1784-1858), fils de Wolfgang Amadeus Mozart.
Grâce à ses recherches sur la musicothérapie, il acquiert une renommée internationale.

## Œuvre
Lichtenthal a réalisé des transcriptions d'œuvres de Mozart pour quintette à cordes, notamment
- Sinfonie Nr. 40 (g-moll), KV 550
- Sinfonie Nr. 41 (C-dur, "Jupiter"), KV 551
- Requiem, KV 626[3]

## Publications
- 1807 : Der musikalische Arzt, oder Abhandlung von dem Einflusse der Musik auf den Körper, und von ihrer Anwendung in gewissen Krankheiten: nebst einigen Winken, zur Anhörung einer guten Musik, Wien
- 1834 : Manuale bibliografico del viaggiatore in Italia: concernente località, storia, arti, scienze, antiquaria e commercio, Milano
- 1839 : Dictionnaire de musique[4], traduit et augmenté par Dominique Mondo, Paris, Troupenas.